# (20972) 1981 DX2
A (20972) 1981 DX2 a Naprendszer kisbolygóövében található aszteroida. Schelte J. Bus fedezte fel 1981. február 28-án.